# Sông Agusan
Sông Agusan nằm tại phần đông bắc của đảo Mindanao, Philippines, thoát nước cho hầu hết vùng Caraga và một phần của tỉnh Compostela Valley. Đây là lưu vực sông lớn thứ ba toàn quốc (sau sông Cagayan và Rio Grande de Mindanao) với tổng diện tích lưu vực là 11.937 km² và chiều dài ước tính là 390 km từ đầu nguồn. Đầu nguồn của sông nằm trên các ngọn núi thuộc Compostela Valley, gần ranh giới giữa tỉnh này và tỉnh Davao Oriental và phía đông thành phố Tagum. Sông chảy qua thung lũng sông Agusan rộng 177 km theo chiều bắc-nam và 32–48 km theo chiều đông-tây. Sông Agusan đổ nước vào vịnh Butuan tại cửa sông thuộc thành phố Butuan.
Một trong số các đặc điểm nổi bật của lưu vực sông Agusan là có đầm lầy Agusan với tổng diện tích 19.197 ha. Đầm lầy có vai trò là lòng chảo chứa nước lụt cho sông Agusan, giảm bớt dòng nước mạnh gây lụt cho hạ lưu sông. Ngoài ra, đầm lầy tạo môi trường độc đáo và nguyên sơ như sago và rừng đầm lầy than bùn, là nơi có các loài động thực vật đặc hữu và bị đe doạ. Do đó, nó được xác định là một khu bảo tồn hoang dã vào năm 1996.
Lưu vực sông Agusan chia thành ba lưu vực nhỏ dựa trên đặc điểm địa hình: Lưu vực thượng du sông Agusan, lưu vực trung du sông Agusan, và lưu vực hạ du sông Agusan. Lưu vực thượng du sông Agusan là đoạn từ đầu nguồn tại tỉnh Compostela Valley đến Santa Josefa, Agusan del Sur đến Veruela, Agusan del Sur, lưu vực trung du sông Agusan là đoạn sông từ Sta. Josefa đến Amparo, Agusan del Sur còn lưu vực hạ du sông Agusan là từ Amparo đến cửa sông tại thành phố Butuan, Agusan del Norte